# Niuees
Niuees is een Malayo-Polynesische taal en is nauw verwant aan het Tongaans. Het wordt gesproken op het eiland Niue en is daar, samen met het Engels, de officiële landstaal.
Er zijn in totaal zo'n 8.000 sprekers, waarvan ongeveer een kwart op Niue woont.